# Couloir Cliffs
Die Couloir Cliffs (englisch für Schluchtenkliffs) sind 5 km lange und zwischen 30 und 60 m hohe Felsenkliffs an der Scott-Küste des ostantarktischen Viktorialands. Sie liegen auf der Ostseite der Avalanche Bay im Granite Harbor.
Teilnehmer einer vom australischen Geologen Thomas Griffith Taylor (1880–1963) geführten Mannschaft zur Erkundung des Granite Harbor bei der vom britischen Polarforscher Robert Falcon Scott geleiteten Terra-Nova-Expedition (1910–1913) nahmen die Benennung vor. Namensgebend sind zahlreiche Felsenschächte und -schluchten innerhalb der Kliffs.